# عجایب‌المخلوقات (زکریای قزوینی)

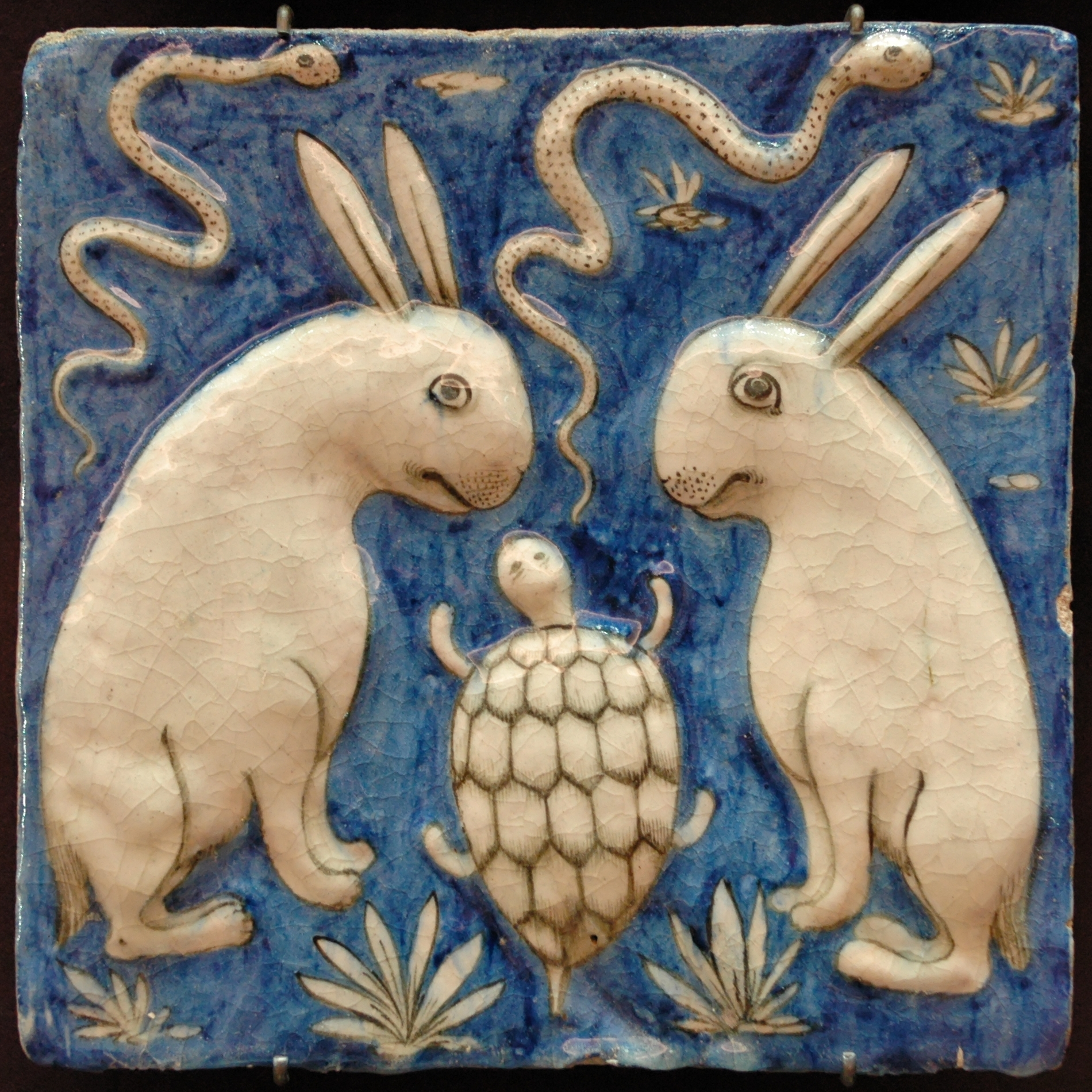
کاشی لعاب‌دار با نقش مار، خرگوش و لاک‌پشت به عنوان نگاره‌ای برای آذین کتاب عجائب المخلوقات و غرائب الموجودات (شگفتی‌های آفریدگان و موجودات) نوشتهٔ زکریا قزوینی جغرافی‌دان، دانشمند، تاریخ‌نویس و فیلسوف ایرانی در سال سال ۶۷۸ هجری قمری

عجائب المخلوقات و غرائب الموجودات (شگفتی‌های آفریدگان و موجودات) کتابی است در زمینه هیئت و جهان‌شناسی و علم‌الاشیا و شگفتی‌های عالم خلقت، نوشتهٔ زکریا قزوینی. قزوینی این کتاب را نخست به زبان عربی نوشت و سپس خود نسخه‌ای فارسی از آن تدوین کرد.
تاریخ نوشتن «عجایب‌المخلوقات» را به سال ۶۷۸ هجری قمری مطابق با ۱۲۸۰ میلادی گزارش کرده‌اند. دست‌نوشتهٔ اصلی آن در حال حاضر در موزهٔ مونیخ آلمان موجود است. این کتاب به چندین زبان زنده دنیا ترجمه شده است.

## موضوع کتاب
کتاب شامل چهار مقدمه و دو مقاله است. مقالهٔ اول در عُلویات؛ مقالهٔ دوم در سُفلیات، که شامل عناصر و معدنیات، نباتات و حیوانات است. در مورد تمام کائنات روی زمین، بروج، ماه‌ها، فصول سال، ستارگان، زمین، کوه‌ها، دریاها، رودها، جانوران، و بسیاری از موجودات دنیا سخن رفته است.
این کتاب نخستین بار به اهتمام ووستنفلد در ۱۸۴۸ در گوتینگن، و ترجمهٔ نیمی از آن توسط هرمان اته در ۱۸۶۸ در لایپزیگ انجام شده است. در سال ۱۳۰۹ هجری قمری نیز در مصر به چاپ رسیده است. چاپ ترجمه فارسی کتاب در سال ۱۲۸۳ هجری قمری در لکناو بوده است. همچنین ترجمه فرانسوی آن در سال ۱۸۰۵ در پاریس به زیر چاپ رفته و بعداً این کتاب به چند زبان دیگر مانند ترکی، آلمانی، یونانی ترجمه و چاپ شده است.
این کتاب به زبان فارسی ترجمه شده و در تهران به سال ۱۲۶۴ ه‍.ق طبع گردیده است. ترجمهٔ فارسی آن چند بار در تهران چاپ شده است.

## تحلیل کتاب
به نوشته پرویز براتی در کتاب عجایب ایرانی، قزوینی در کتاب عجایب‌المخلوقات و غرایب‌الموجودات برای نخستین بار در چارچوب عجایب‌نامه‌ای، مرزبندی قاطعی از امر غریب و مفهوم شگفتی در ساخت ذهنی و هستی‌شناسانهٔ ایرانی ترسیم می‌کند. این تلقی روش‌شناختی، کاملاً منطبق با مناسبات ذهنی – تاریخی ایرانی تدوین شده است. قزوینی در مقدمه اول کتاب خود، از واژهٔ «تعجّب» رمزگشایی می‌کند. او می‌نویسد: «قالَ الحُکَما، التّّعَجُبُ حِیرهُ تُعرض الانسانُ لِقصورهِ عَنْ مَعْرِفَهِ سَبَبُ الشّییِ أو عَنْ مَعرفهِ کیفیهِ تأثیرِ سَبَبِ لشَّیی فیه.»(«تعجّب حیرتی است که بر انسان عارض می‌شود به واسطهٔ آن که چیزی بیند که سبب آن را نداند. در شگفت می‌ماند از آن چیز، قبل از آن که سبب آن دانسته باشد.») قزوینی از خلال سوبژکتیویتهٔ پیشامدرن ایرانی به چنین تعریفی می‌رسد؛ تعریفی که رسیدن به آن مختص جهان‌های مدرن و پسامدرن است. او بعد از این اصطلاح‌شناسی دقیق مفهوم «تعجّب»، بلافاصله شگفتی زنبور عسل را مثال می‌زند و این‌که چگونه این مهندس حاذق و پرکار آن سازه‌های شش ضلعی را می‌سازد. قزوینیِ کیهان‌شناس کار زنبور عسل را توأم با شگفتی و مایهٔ تعجب می‌داند. این تلقی هستی‌شناسانه البته از آن روست که کیهان‌شناسان ایرانی بعد از اسلام عمدتاً نگره‌های تئولوژیک داشته‌اند.

## نگاهی به متن کتاب
- اگر بن انار شیرین اندکی باز کنند و سرکه در آن ریزند، انار ترش شود، اگر بن درخت انار ترش را باز کنند و انگبین در آن ریزند، انار را شیرین کند. و انگور آنکه باید نشاند کی ماه چهارده بود، نه از سر قضیب و نه از بن ولیکن از میانه و هر دو سر به سرگین گاو در باید گرفت و قدری نانخواه در بن افکنند و در رز البته نخود و کرنب (کلم) بکارند و دو آرش بزمین فرو ترد و اگر شاخ وی برشکافند چنانک پوست جدا نگردد و پشمکی که در میانه است بردارد و برهم نهند راست و بپوست بید تنگ ببندد و بگذارد تا پرورده شود انگور این درخت را دانه نبود.
- آشنان: (درختچه‌ای در شوره‌زار)، از دخان (دود) او جمله هوام (حشرات) گریزند (عجایب قزوینی).
- انجیر: شیخ الرئیس گوید اگر که دخان چوب انجیر در بوستانی پراکنند، که کرم آنجا افتاده‌باشد، جمله هلاک شود.
- ترنج: صاحب الفلاحه (منظور بخش الفلاحه از جامع العلوم فخر رازی) گوید رماد (خاکستر) و ورق کدو زیر درخت ترنج بگسترانند ثمر درخت ترنج بسیار شود و هم از آن نیفتد. و اگر درخت ترنج ضعیف باشد، او را به ورق یقطان (نوعی سنگ) پوشانند او را قوی کند.
- خرما: صاحب الفلاحه گوید، اگر نخلی بار نیاورد و دو سال بر او متسکرد شود، مردی تیشه یا تبری بردارد، و نزد او شود. و با ذکری گوید، مسند؟ از امسال برخواهد آورد. و این درخت را خواهم انداخت که هیچ باری نمی‌آورد. و بدان فاس نخل را دو سه ضربت زند. آن مرد دست او را بگیرد و گوید که مپسند. از امسال صبر کن. اگر بار نیاورد، هر چه خواهی بکن. صاحب الفلاحه گوید، که در آن سال ثمر بسیار آورد. و غیر نخل نیز همچنین است که با این عمل بار آورد.